# Захаров, Пётр Иванович (полный кавалер ордена Славы)
Пётр Иванович Захаров (1917—1981) — участник Великой Отечественной войны, полный кавалер Ордена Славы.

## Биография
Родился 19 января 1917 года в деревне Большой Шурняк ныне Елабужского района республики Татарстан в семье крестьянина. Нагайбак (православная этнографическая группа татар).
Окончил 7 классов. Работал трактористом-комбайнером в колхозе.
В 1939 году был призван в Красную Армию Елабужским райвоенкоматом Татарской АССР. Служил в артиллерии. Зимой 1939—1940 годов в составе гаубичного артиллерийского полка участвовал в войне с Финляндией. Получил обморожение. После госпиталя служил в составе 110-го имени К. Е. Ворошилова артиллерийского полка, расположенного в городе Новая Вилейка (около города Вильнюс, Литва). На вооружении полка состояли 203-миллиметровые гаубицы. Здесь встретил начало Великой Отечественной войны.
В первые дни войны полк, потерявший матчасть, с боями отступал на восток в составе 11-й армии. Младший сержант Захаров вместе с другими бойцами участвовал в оборонительных боях на Северо-Западном фронте. Попал в окружение, был контужен.
С весны 1942 года воевал в составе 5-го партизанского отряда имени Козьмы Минина на территории Белоруссии, под городом Витебском. К весне 1943 года на счету партизана Захарова было семь пущенных под откос вражеских эшелонов, десятки успешных нападений на вражеские гарнизоны. В марте 1943 года группа партизан под его командованием перекрыла шоссе и сдерживала отступающие гитлеровские части до дохода передовых отрядов 4-й ударной армии.
После проверки младший сержант Захаров был с учетом воинской специальности зачислен наводчиком в расчет 76-мм орудия 1126-го стрелкового полка 334-й стрелковой дивизии. В начале 1944 года в полосе 43-й армии, в состав которой входила дивизия, наступило временное затишье. Но войска продолжали вести бои местного значения.
9 февраля 1944 года в боях у населённого пункта Городок Витебской области сержант Захаров поддержал огнём стрелковую роту, проводившую разведку боем. Орудие было заранее вдвинуто на передовую линию и замаскировано. С началом атаки артиллеристы первыми выстрелами подавили две пулемётные точки. В этом бою орудие сержанта Захарова уничтожило три огневые точки и около десятка солдат противника. Действовать расчету пришлось под артиллерийским и минометным огнем. Захаров был ранен, но продолжал выполнять боевую задачу.
Приказом командир 334-й стрелковой дивизии от 22 февраля 1944 года сержант Захаров Пётр Иванович награжден орденом Славы 3-й степени (№ 300119).
В последующих боях за Витебск сержант Захаров был тяжело ранен. После излечения в госпитале в свою часть не попал. Был направлен в 610-й истребительный противотанковый артполк 39-й армии, где стал старшим разведчиком артиллерийской батареи. С этой частью прошел до Победы. Особо отличился в боях в Восточной Пруссии.
13 января 1945 года в бою близ населенного пункта Пилькаллен (Восточная Пруссия, ныне поселок Добровольск Краснознаменского района Калининградской области), сержант Захаров, ведя наблюдение за противником, обнаружил и передал на свою батарею координаты вражеского орудия и 5-и пулеметов. Огнем батареи цели были подавлены. 15 января при отражении контратаки из личного оружия поразил 4-х вражеских солдат.
Приказом по войскам 39-й армии от 10 марта 1945 года сержант Захаров Пётр Иванович награжден орденом Славы 3-й степени повторно.
6-7 апреля 1945 года в боях у населенного пункта Рабмекен (6 км северо-западнее города Кенигсберг, ныне Калининград), находясь на передовом наблюдательном пункте, обнаружил 2 пулемета, пушку, НП противника, которые огнем батареи были уничтожены. 7 апреля 1945 года в бою Захаров был ранен, сделал себе перевязку, но поле боя не покинул и продолжал выполнять боевую задачу.
Приказом от 27 апреля 1945 года сержант Захаров Пётр Иванович награжден орденом Славы 2-й степени (№ 6526).
День Победы встретил в армейском госпитале. После выздоровления вернулся в свой полк. В июне 1945 года полк вместе с другими частями 39-й армии был переброшен на восток, на территорию Монгольской народной республики, и вошел в состав Забайкальского фронта. Здесь артиллерист Захаров участвовал в переходе через хребет Большой Хинган и разгроме Квантунской армии. В 1946 году сержант Захаров был демобилизован.
После войны жил в городе Магнитогорске. Работал электромонтером, затем шофером грузовой линейной автомашины магнитогорских электрических сетей «Челябэнерго».
Указом Президиума Верховного Совета СССР от 10 ноября 1970 года в порядке перенаграждения Захаров Пётр Иванович награжден орденом Славы 1-й степени (№ 2628). Стал полным кавалером ордена Славы.
В 1977 году ушел на пенсию.
Скончался 24 декабря 1981 года. Похоронен на Левобережном кладбище Магнитогорска.

## Награды
- Орден Отечественной войны 1 степени
- Орден Красной Звезды
- Орден Славы 1 степени (10 ноября 1970—№ 2628)
- Орден Славы 2 степени (37 апреля 1944—№ 6526)
- 2 ордена Славы 3 степени (22 февраля 1944—№ 300119 и 10 марта 1945 (перенаграждён))
- Ряд медалей.

## Память
В мае 2006 в городе Елабуга на Алее славы был открыт бюст Захарова.